# Sociobiologie

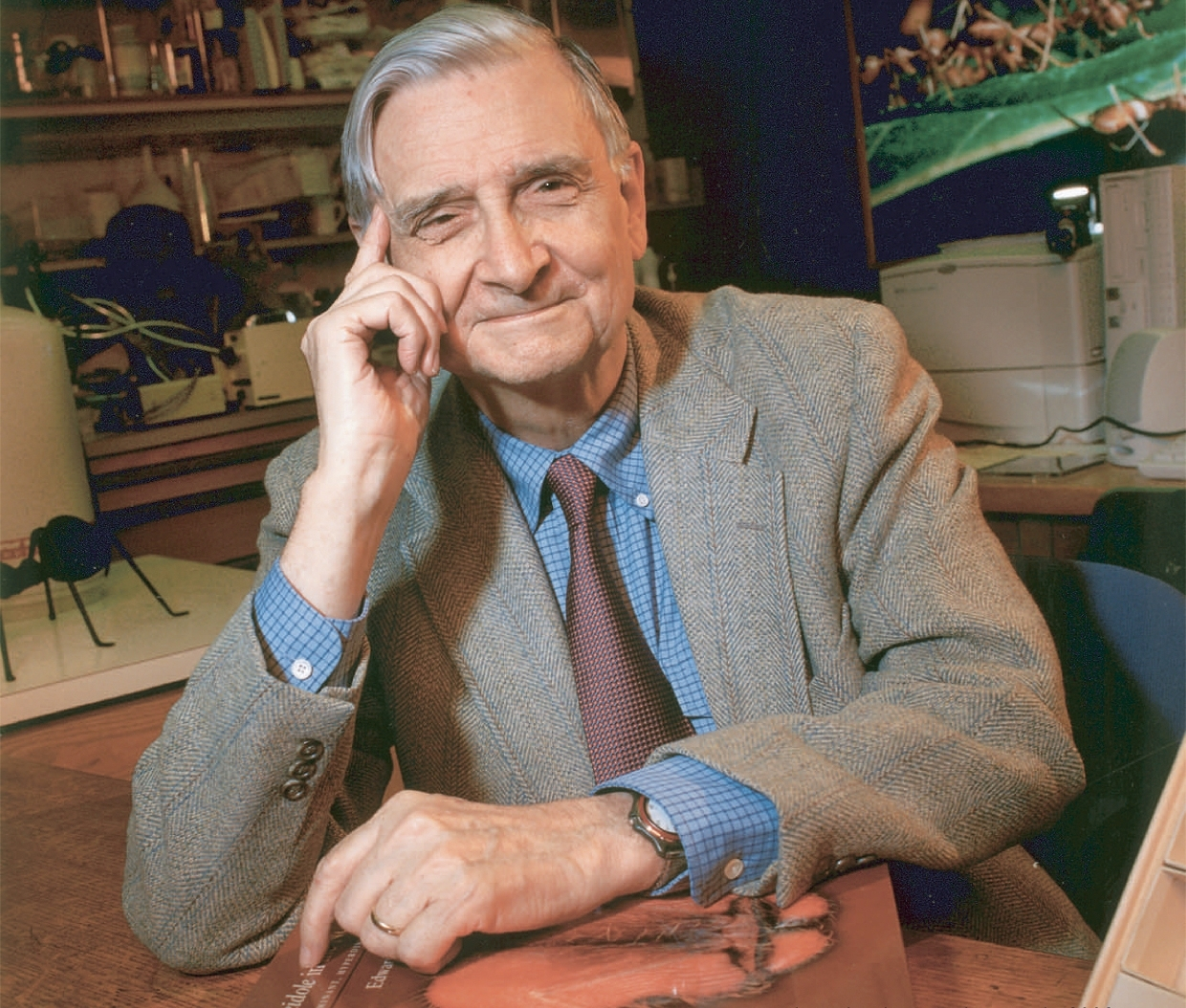
Edward Osborne Wilson, jeden ze zakladatelů sociobiologie

Sociobiologie je disciplína behaviorální ekologie zabývající se efektem sociálního prostředí na evoluci chování. Čerpá poznatky z etologie, fyziologie, genetiky, sociologie, antropologie, evoluční biologie, zoologie, archeologie a dalších disciplín. Při studiu lidských společností je úzce svázána s evoluční psychologií. Jde o širokou disciplínu, protože se zabývá širokým spektrem sociálního chování.
Sociobiologie zkoumá sociální chování, jako např. územní boje, lov ve skupinách nebo kolonie sociálního hmyzu. Tvrdí, že stejně jako tlak evoluční selekce vedl živočichy k užitečnému využívání prostředí, tak je vedl i k výhodnému sociálnímu chování.
I když lze pojem „sociobiologie“ nalézt už ve 40. letech, rozšířil ho až v roce 1975 Edward Osborne Wilson svou publikací Sociobiology: The New Synthesis (česky doslova Sociobiologie: Nová syntéza). Obor se brzy stal předmětem kontroverze. Kritika, jejímiž nejvýznamnějšími představiteli byli Richard Lewontin a Stephen Jay Gould, se zaměřovala na tvrzení sociobiologie, že hlavní roli v lidském chování hrají geny a že vlastnosti jako agresivita lze vysvětlit biologií spíše než sociálním prostředím. Sociobiologové většinou odpovídali poukázáním na složitý vztah mezi přirozeností a výchovou. Jako odpověď na tyto spory antropolog John Tooby a psycholožka Leda Cosmidesová založili obor evoluční psychologie, který se k některým otázkám staví jinak než sociobiologie.

## Definice
E. O. Wilson definuje sociobiologii jako „rozšíření populační biologie a evoluční teorie na sociální uspořádání.“
Je založena na předpokladu, že některé druhy (sociálního i individuálního) chování jsou alespoň z části zděděné a ovlivnitelné přirozeným výběrem. Základní myšlenkou je, že chování se v průběhu času vyvíjelo. To znamená, že zvířata se chovají tak, jak se ukázalo evolučně výhodné, což mimo jiné vyústilo ve vznik složitých forem chování výhodných pro přežití.

## Teorie
Sociobiologové věří, že abychom plně pochopili lidské a zvířecí chování, musíme ho zkoumat z evolučního hlediska. Přirozený výběr zajišťuje, že zděděné chování, které se ukáže býti výhodnější pro přežití a rozmnožování, se bude lépe zachovávat v budoucích generacích. U zvířat je toto tvrzení všeobecně přijímáno, ale někteří vědci jsou kritičtí k aplikování tohoto modelu na lidi, kde za hlavní příčinu chování považují spíše kulturu a mysl.
Sociobiologie stojí na dvou základních předpokladech:
- některé chování je dědičné,
- zděděné chování je řízeno přirozeným výběrem, což znamená, že bylo pravděpodobně výhodné pro prostředí, v kterém se druh vyvíjel.

Jako příklad lze uvést chránění mláďat samicemi, což je typické pro mnoho druhů savců včetně lidí. Sociobiologové tvrdí, že tento způsob ochrany se vyvinul, protože pomohl jedincům přežít a množit se. Ti jedinci, kteří tento druh chování zdědili, měli více přeživších potomků, což se projevilo ve vzrůstajícím počtu jedinců s genem pro tuto adaptaci v populaci. Mezi další příklady chování, která se sociobilogové snažili vysvětlit, patří např. morální zásady nebo náboženství.

## Sociobiologové
Sociobiologů je velmi mnoho, k nejvýznamnějším patří Edward Osborne Wilson, Richard Dawkins, Desmond Morris nebo Steven Pinker.

## Kritika
Někteří kritici spojují sociobiologii s biologickým determinismem, vírou, že příčinu většiny lidských odlišností lze naleznout spíše v genech než v odlišné kultuře a sociálním prostředí. Také ji srovnávají se sociálním darwinismem a eugenikou z počátku 20. století. Steven Pinker tvrdí, že kritici jsou moc ovlivněni politikou a „strachem“ z biologického determinismu. Nicméně kritici tvrdí, že sociologie nefunguje jako vědecká teorie. K tomuto účelu Richard Lewontin, Steven Rose a Leon Kamin napsali knihu Not in Our Genes (česky přibližně Není to v genech) a Stephen Jay Gould vydal knihu Jak neměřit člověka.